# 特米克
特米克是土耳其的城鎮，位於該國南部，由梅爾辛省負責管轄，距離首府梅爾辛27公里，主要農產品有橄欖、番茄和胡椒，2011年人口10,964。